# Пустое турецкое седло
Синдро́м «пусто́го туре́цкого седла́» — инвагинация субарахноидального пространства в интраселлярную область — состояние, обусловленное недостаточностью диафрагмы турецкого седла, в результате которой мягкая мозговая оболочка и субарахноидальное пространство внедряются в полость седла, сдавливая гипофиз. Данный клинический вариант относят к первичному поражению. Ко вторичному синдрому «пустого турецкого седла» относят случаи его выявления после оперативного вмешательства или облучения хиазмально-селлярной области. При этом диафрагма турецкого седла может быть не нарушена.

## История
Термин «пустое турецкое седло» (ПТС) предложил в 1951 году патологоанатом В. Буш (нем. W. Busch) после изучения аутопсийного материала 788 умерших от заболеваний, не связанных с патологией гипофиза. В 40 случаях (34 женщины) была обнаружена комбинация почти полного отсутствия диафрагмы турецкого седла с распластыванием гипофиза в виде тонкого слоя ткани на его дне. При этом седло казалось пустым. Нейрогуморальная регуляция в организме человека обеспечивается гипоталамо-гипофизарой системой, в тесной анатомической связи с которой находится хиазма (неполный перекрёст) зрительных нервов. Развитие конфликта в хиазмально-гипоталамо-гипофизарной области приводит к расстройствам зрения.
Аналогичная патология описывалась и ранее другими патологоанатомами, однако В. Буш был первым, кто связал частично пустое турецкое седло с недостаточностью диафрагмы. Эта связь была подтверждена и более поздними исследованиями. В литературе словосочетанием «пустое турецкое седло» (ПТС) обозначаются различные нозологические формы, общим признаком которых является расширение субарахноидального пространства в интраселлярную область. Гипофизарная ямка при этом, как правило, увеличена. По данным Буша, у 40—50% людей имеет место недоразвитие или отсутствие диафрагмы турецкого седла.
В. Буш предложил классификацию форм турецкого седла в зависимости от объёма интраселлярных цистерн и типа строения диафрагмы.
Клинические симптомы, ассоциированные с «пустым» седлом, впервые описал в 1968 г. N Guiot. Согласно данным различных авторов, встречаются они значительно реже — среди 10—23 % лиц группы нейроэндокринных больных).
Weiss и Raskin указали на необходимость дифференцировать первичный (идиопатический) синдром «пустого» турецкого седла и вторичный (после лучевого и хирургического лечения).
Савостьянов Т. Ф. в 1995 году модифицировал классификацию Буша.
Представления о турецком седле как о стабильном, не меняющем свой объём, пересматриваются как неверные и противоречащие анатомическим фактам. Наряду с термином «синдром пустого турецкого седла» появляется термин «интраселлярная гипертензия».

## Анатомия турецкого седла

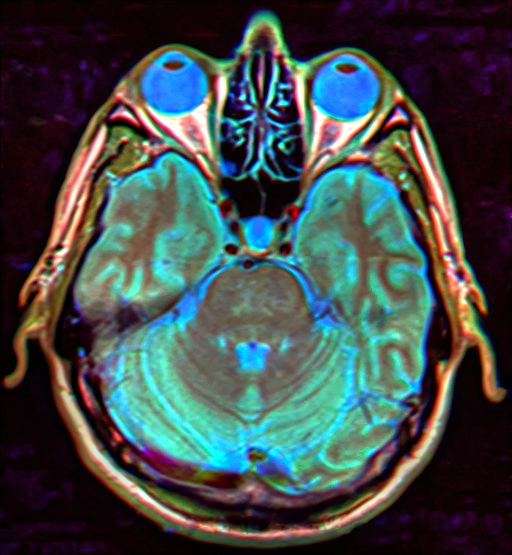
Пустое турецкое седло

Турецкое седло (лат. sella turcica) в норме у взрослых имеет сагиттальный (расстояние между двумя наиболее удаленными точками передней и задней стенок седла) размер 9—15 мм. Вертикальный размер измеряется по перпендикуляру, восстановленному от самой глубокой точки дна до межклиновидной линии, которая соответствует положению соединительнотканной диафрагмы седла и в норме составляет 7—13 мм.
В норме гипофизарная ямка отделена от субарахноидального пространства твёрдой мозговой оболочкой, именуемой диафрагмой турецкого седла. В гипофизарной ямке расположен гипофиз. Гипофиз соединён с гипоталамусом ножкой (лат. infundibulum) (воронкой) гипофиза. В диафрагме турецкого седла имеется отверстие, пропускающее ножку гипофиза. Над областью турецкого седла частично перекрещиваются зрительные нервы (лат. nervus opticus) и зрительные тракты (лат. tractus opticus), образуя хиазму (лат. chiasma opticum), длиной 4—10 мм, шириной 9—11 мм, толщиной 5 мм, покрытую мягкой мозговой оболочкой. Хиазма снизу граничит с диафрагмой турецкого седла, сверху (в заднем отделе) — с дном III желудочка мозга, по бокам — с внутренними сонными артериями, сзади — с воронкой гипофиза. Прикрепление диафрагмы, её толщина и характер отверстия подвержены значительным анатомическим вариациям. Диафрагма может быть недоразвитой, с резко увеличенным отверстием, через которое в полость седла в разной степени пролабирует супраселлярная цистерна. «Пустое» турецкое седло не следует понимать буквально: оно заполнено ликвором, гипофизарной тканью, иногда в него могут «провисать» хиазма и зрительные нервы. В 80 % случаев встречается переднее пролабирование супраселлярной цистерны.
Если размер отверстия в диафрагме превышает 5 мм, паутинная оболочка пролабирует в полость турецкого седла.

## Эпидемиология
Данная аномалия встречается у 10% населения, чаще она бессимптомна и является случайной находкой при обследовании. Реже появляется патологическая симптоматика, позволяющая диагностировать у пациента синдром «пустого турецкого седла».

## Этиология и патогенез
Различают два варианта «пустого турецкого седла» — первичное и вторичное.
Первичное «пустое турецкое седло» является результатом врождённой недостаточности диафрагмы седла (которая обнаруживается в 40—50% случаев) и повышения внутричерепного давления, возникшего вследствие различных причин.
В равной степени правомочна и другая точка зрения на механизм возникновения синдрома «пустого» турецкого седла, связанная с существованием в норме арахноидальной цистерны гипофиза, расположенной под диафрагмой турецкого седла. Можно предположить, что первичное «пустое турецкое седло» образуется не в результате пролабирования супраселлярных цистерн в полость турецкого седла, а за счёт компенсаторного расширения гипофизарной цистерны при уменьшении объёма гипофиза, которое может быть вызвано различными причинами.
В частности, недостаточность диафрагмы может быть не только врождённой, но и развиваться вследствие физиологических процессов, изменяющих размер гипофиза, таких, как беременность, менопауза. При беременности происходит увеличение гипофиза примерно вдвое, причём у многорожавших или женщин, рожавших близнецов, он бывает ещё больших размеров, не возвращаясь к исходным размерам после родов вплоть до наступления менопаузы, когда объём гипофиза уменьшается. Дополнительным предрасполагающим фактором являются многочисленные беременности, завершившиеся абортами. Данные обстоятельства объясняют преимущественное развитие синдрома первичного «пустого» турецкого седла у женщин.
Также первичное ПТС может развиваться вследствие нарушений объёмных соотношений между гипофизом и турецким седлом. Уменьшение объёма гипофиза может быть результатом ишемического некроза гипофиза (синдром Шиена), некроза аденомы гипофиза вследствие кровоизлияния в опухоль. Также доказано участие аутоиммунных реакций в патогенезе синдрома «пустого» турецкого седла.
В литературе также обсуждаются причинно-следственные связи между появлением первичного синдрома «пустого» турецкого седла и приёмом гормональных препаратов (контрацептивы, глюкокортикоиды), а также ранее перенесенными заболеваниями — менингоэнцефалит, арахноидит, черепно-мозговая травма и другими.
Ко вторичному синдрому «пустого» турецкого седла относят случаи его появления после операции или облучения хиазмально-селлярной области.

## Клиническая картина
В ряде случаев «пустое турецкое седло» протекает бессимптомно. В связи с этим выделяют два варианта его течения — осложнённое. Клиническая картина характеризуется сочетанием эндокринологических и неврологических симптомов.
Клиническая картина синдрома «пустого турецкого седла» отличается динамичностью, сменяемостью одного синдрома другим, спонтанными ремиссиями.
Наряду с вегетативными нарушениями больные с синдромом «пустого» турецкого седла подвержены эмоционально-личностным и мотивационным расстройствам. Клиническая симптоматика и течение болезни усугубляются в связи с острой или хронической стрессовой ситуацией.
«Пустое турецкое седло» вызывает головные боли, нейроэндокринные и зрительные расстройства.
Единство нейрогуморальной регуляции в организме человека обеспечивается гипоталамо-гипофизарой системой, в тесной анатомической связи с которой находятся зрительные нервы и хиазма. Развитие конфликта в хиазмально-гипоталамо-гипофизарной области приводит к нарушениям зрения.
Чаще болеют женщины (4/5) в возрасте от 35 до 55 лет. Около 75% больных страдают ожирением.
Самым частым симптомом является головная боль (80-90%), не имеющая чёткой локализации, различной степени выраженности от лёгкой до нестерпимой, практически постоянной. Дисфункция гипоталамуса выражается вегетативными синдромами и вегетативными кризами с ознобом, резким подъёмом артериального давления, кардиалгиями, одышкой, чувством страха, болями в животе, в конечностях, подъёмом температуры.
Эндокринные симптомы в случае синдрома «пустого» турецкого седла обусловлены нарушением тропной функции гипофиза, проявляются в виде гипо- или гиперсекреции гормонов и по степени тяжести варьируют от субклинических форм до тяжёлых случаев. Per Bjerre отмечает, что гипофизарные нарушения при синдроме «пустого» турецкого седла аналогичны изменениям при аденоме гипофиза и часто имеет место сочетание «пустого турецкого седла» с микроаденомами. Гипотиреоз, гиперпролактинемия и половые нарушения (снижении потенции, либидо, олиго- и аменорея) наиболее характерны для больных этой группы. Brismar обнаружил «пустое турецкое седло» у пациентов с болезнью Иценко-Кушинга, Dominique сообщил о наличии «пустого турецкого седла» у 10% больных акромегалией.
Причиной эндокринных расстройств при синдроме «пустого» турецкого седла принято считать не компрессию секреторных клеток гипофиза, которые продолжают функционировать даже при значительной гипоплазии, а нарушение гипоталамического контроля над гипофизом в результате затруднения поступления нейрогормонов гипоталамуса.

### Неврологическая симптоматика
Неврологические симптомы характеризуются сочетанием проявлений астенического синдрома, вегетососудистых нарушений, нарушения зрения. Возможно развитие ликвореи. К проявлениям астенического синдрома относят постоянную головную боль, головокружение, шаткость и неуверенность походки, ухудшение памяти, быструю утомляемость, снижение работоспособности, эмоционально-личностные расстройства; вегетососудистых нарушений — потливость, сердцебиение, боль в области сердца, лабильность артериального давления, затруднение дыхания, обморочные состояния, боли в эпигастрии, расстройства стула.
Зрительные нарушения по данным разных авторов, выявляются в 50—80% случаев. Изменения со стороны зрительной системы различны по характеру и степени выраженности. Чаще всего больных беспокоят ретробульбарные боли, сопровождаемые слезотечением, хемозом, диплопией, фотопсиями, «затуманиванием». Степень выраженности выявленных при обследовании снижения остроты зрения, ограничения полей зрения, отёка и гиперемии диска зрительного нерва (ДЗН) зависит от ликвороциркуляции в арахноидальных пространствах и кровоснабжения хиазмально-зрительного пути.
По данным Obrador S., из 19 пациентов с синдромом «пустого» турецкого седла у 7 зрительные расстройства выражались только субъективными симптомами (неясное зрение, диплопии, фотопсии), у 3 офтальмоскопически выявлялся отёк диска зрительного нерва обоих глаз, у 2 при периметрии выявлены гемианопсии без очевидной причины. У 7 пациентов с синдромом «пустого» турецкого седла зрительных нарушений не отмечалось.
Для синдрома «пустого» турецкого седла характерны выпадения полей зрения. Чаще встречаются битемпоральные гемианопсии, центральные и парацентральные скотомы, реже — квадрантные и биназальные гемианопсии. Bosman and Bergstrand обнаружили дефекты полей зрения у 10 из 48 пациентов с синдромом «пустого» турецкого седла, Jaja-Albarran у 6 из 41, Per Bjerre у 3 из 20, Mortara and Non-ell у 4 из 7.
Сформированы две патогенетические концепции нарушения полей зрения при синдроме «пустого» турецкого седла: тракционная и ишемическая. Согласно первой концепции, к дефектам в полях зрения может привести натяжение между хиазмой и передним краем диафрагмы (при смещении последней в полость турецкого седла), а также натяжение между хиазмой и ножкой гипофиза (при смещении ножки назад и в сторону). В качестве ишемической теории рассматриваются варианты сдавления глазничной артерии в субарахноидальном пространстве, окружающем зрительный нерв, и ухудшения кровоснабжения самой хиазмы и зрительного нерва при удалении их от каротидного бассейна.
Биназальные и квадрантные гемианопсии подобны изменениям полей зрения при первичной открытоугольной глаукоме. Дифференциальная диагностика в этих случаях трудна, но имеет важное значение, так как глаукома с низким давлением не является редкостью и требует особого внимания офтальмолога. Имеются данные о нередком сочетании «пустого турецкого седла» с глаукомой: Beattie у 8 пациентов с глаукомой обнаружила синдром «пустого» турецкого седла: у 3-х выявлена глаукома с низким давлением, у 4-х — типичная открытоугольная глаукома и у 1-го — неоваскулярная глаукома. Глаукоматозная экскавация диска зрительного нерва была выявлена стереоскопической дискоскопией и подтверждена стереофотографией. Больные в течение 5 лет получали местную гипотензивную терапию с положительным эффектом: глаукома отличалась стабильным течением без прогрессирования дефектов полей зрения.
Существует иная точка зрения на эту проблему. Berke, Neelon, Yamayashi также описывают случаи глаукомы с низким давлением в сочетании с «пустым турецким седлом» и высказывают предположение о наличии у этих больных «псевдоглаукомы». Однако Rouhiainen, исследуя 15 пациентов с глаукомой низкого давления, имеющих синдром «пустого» турецкого седла, сделал вывод о случайном сочетании (совпадении) синдрома «пустого» турецкого седла и глаукомы.
Вегетативные кризы, характерные для синдрома «пустого» турецкого седла, усугубляют ситуацию и могут привести к нарушению кровообращения в центральной артерии сетчатки (ЦАС). Как правило, эти нарушения встречаются у молодых женщин, страдающих ожирением и эндокринными расстройствами.
Синдром «пустого» турецкого седла выявляется у 10% больных с доброкачественной внутричерепной гипертензией (ДВГ), главными клиническими симптомами которой также являются головная боль и отёк зрительного нерва. Причина доброкачественной внутричерепной гипертензии остаётся неясной. Наиболее частым этиологическим фактором считают эндокринные нарушения: ожирение, гипо- и гипертиреоз, галакторея-аменорея, беременность, климакс. Per Bjerre сообщает о случаях внезапной потери зрения у пациентов с доброкачественной внутричерепной гипертензией, причиной которой является усиление отёка зрительных нервов и сдавление их в оптическом канале. Взаимосвязь «пустого турецкого седла» и доброкачественной внутричерепной гипертензии, вероятно, бывает двоякой.
Офтальмологическое обследование у пациентов с синдромом «пустого» турецкого седла имеет исключительную важность для диагностики заболевания и выбора тактики лечения. Угроза потери зрения является показанием для хирургического вмешательства.

## Диагностика «пустого турецкого седла»
- Лабораторная — определение уровней гормонов гипофиза в плазме крови для исключения гипопитуитаризма, однако данная методика не обладает определённостью и стабильностью показателей, что также характерно для синдрома «пустого» турецкого седла[11][29][30][31].
- Лучевая диагностика:

1. Обзорная рентгенограмма черепа в боковой проекции.
2. Прицельный рентгеновский снимок боковой проекции черепа (область турецкого седла).
3. КТ головы.

- МРТ головы.

### Инструментальная диагностика
Для диагностики «пустого» турецкого седла использовались лучевые методы исследования: краниография, пневмоцистернография и компьютерная томография, которые были недостаточно информативны и безопасны.
В современных реалиях магнитно-резонансная томография (МРТ) является безопасным и высокочувствительным методом визуализации хиазмально-селлярной области. Данный метод позволяет проводить исследования в любой плоскости тонкими срезами в 1—1,5 мм, обладает высоким тканевым контрастом, отсутствием артефактов от костных структур черепа.
Для «пустого турецкого седла» характерна триада симптомов:
- наличие цереброспинальной жидкости в полости турецкого седла, о чём свидетельствуют зоны однородного низкоинтенсивного сигнала в режиме T1w и высокоинтенсивного сигнала в режиме T2w, гипофиз при этом деформирован, имеет форму серпа или полулуния толщиной до 2—4 мм, ткань его изоинтенсивна белому веществу мозга, воронка, как правило, расположена центрально;
- асимметричное пролабирование супраселлярной цистерны в полость седла, смещении воронки кпереди, кзади или латерально;
- истончение и удлинение воронки гипофиза.

Помимо основных изменений в параселлярной области МРТ позволяет выявить косвенные признаки внутричерепной гипертензии (расширение желудочков и ликворосодержащих пространств), сопутствующие этой патологии. Разные авторы приводят данные о почти 100 % чувствительности МРТ в диагностике синдрома «пустого» турецкого седла.

## Лечебная тактика
При первичном синдроме пустого турецкого седла лечение обычно не требуется; больного нужно убедить в безопасности заболевания. Изредка возникает необходимость в заместительной гормональной терапии. Напротив, при вторичном синдроме заместительная гормональная терапия необходима почти всегда. Крайне редко встречается провисание зрительного перекреста в отверстие диафрагмы турецкого седла со сдавлением зрительных нервов и возникновением нарушений полей зрения. Очень редко наблюдается истечение из носа СМЖ, которая просачивается через истонченное дно турецкого седла. Только эти два осложнения служат показаниями к хирургическому вмешательству при первичном синдроме пустого турецкого седла. При вторичном синдроме может потребоваться лечение опухоли гипофиза.

## Прогноз
При отсутствии клинической симптоматики — благоприятный. При наличии клинических проявлений гипопитуитаризма — зависит от степени выраженности симптоматики и адекватности заместительной гормональной терапии.